# Материкові льодовики

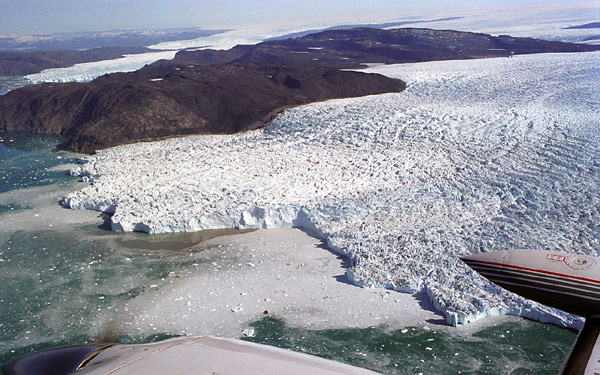
Вид на материковий льодовик у Ґренландії.

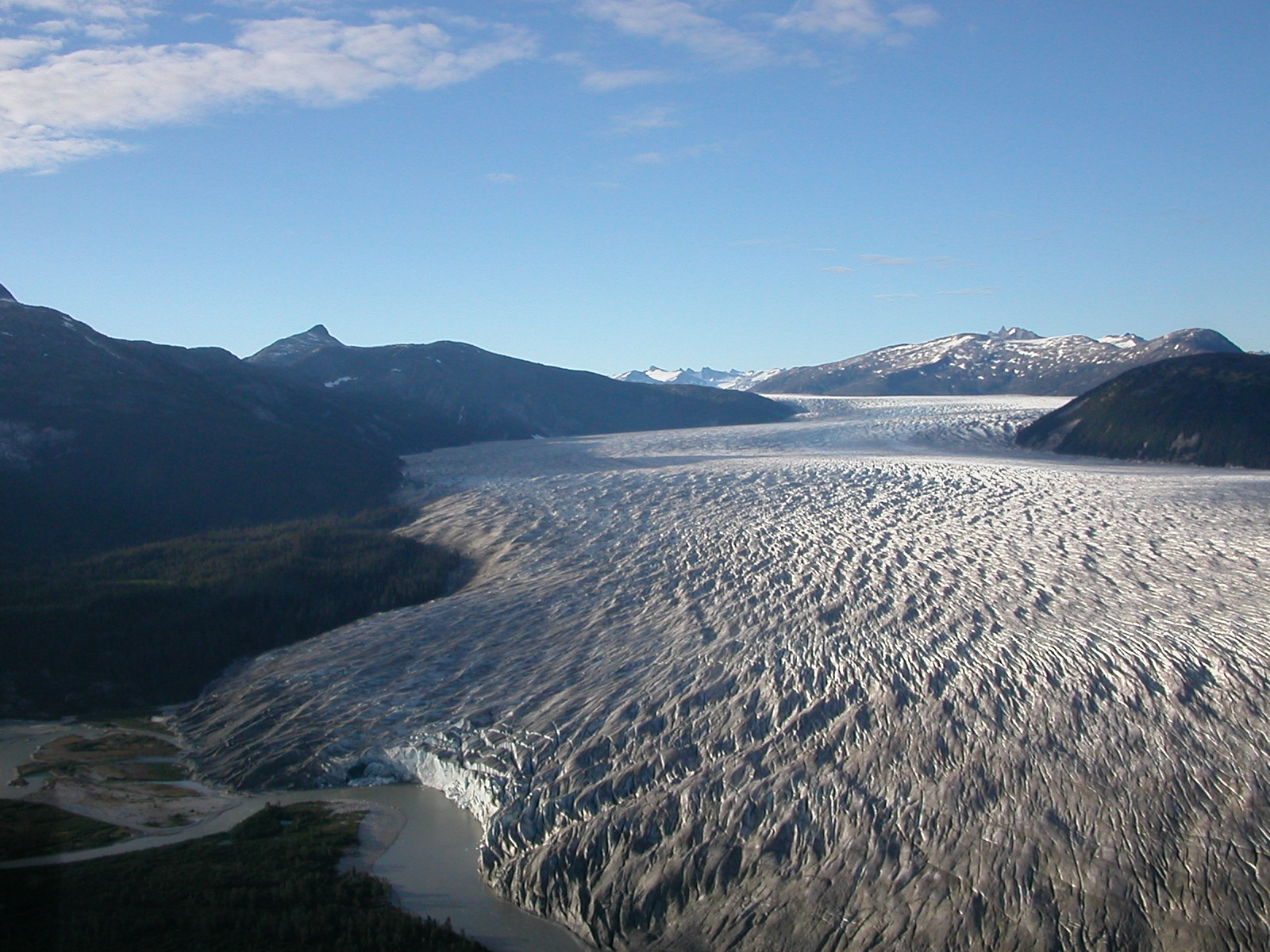
Льодовик. Аляска.

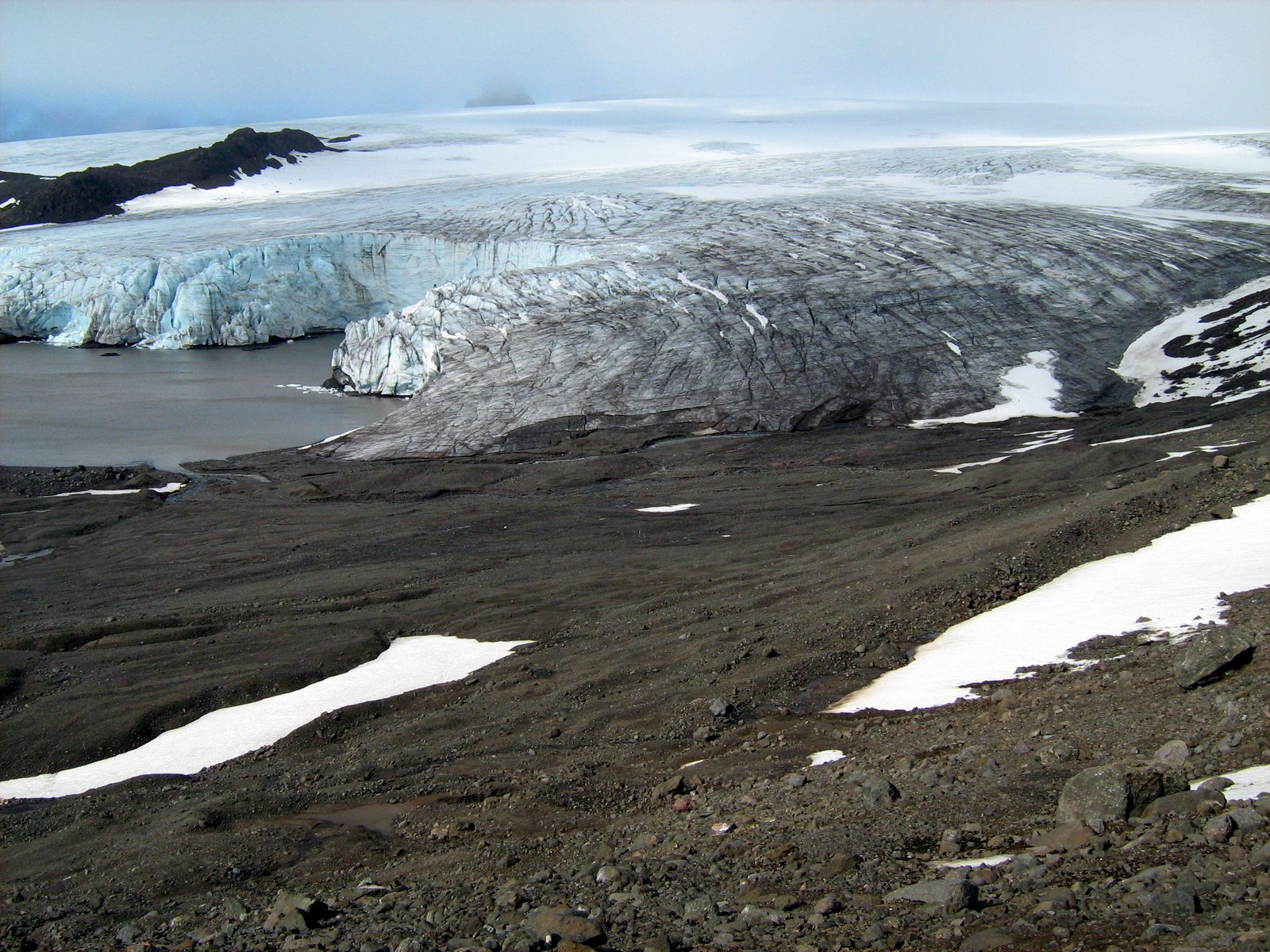
Льодовик. Антарктида.

Материкові льодовики — льодовики, що формуються в полярних районах і розташовуються на рівні моря.

## Загальний опис
На відміну від льодовиків гірського типу, вони не мають чітко відокремленої області живлення та стоку і їх форма не контролюється рельєфом ложа. Товщина криги таких льодовиків максимальна і ховає всі нерівності поверхні землі.
Материкові льодовики мають форму опуклого щита. Прикладом таких льодовиків є льодові покриви Ґренландії та Антарктиди. Швидкість руху льодовиків.: в льодовиковому щиті — 0,03 — 0,35 м/добу, вивідних льодовиках — 0,8 — 27 м/добу.